# Bikaner State Railway
| Bikaner State Railway            | Bikaner State Railway |
| -------------------------------- | --------------------- |
| Wappen der Bikaner State Railway |                       |
| Streckenlänge:                   | 1943: 1421 km         |
| Spurweite:                       | 1000 mm (Meterspur)   |
|                                  |                       |

Die Bikaner State Railway, abgekürzt BkSR, war eine Eisenbahngesellschaft im Nordwesten Britisch-Indiens.

## Geschichte
Die staatliche Gesellschaft wurde 1924 gegründet und entstand aus der Bikaner-Sektion der früheren Jodhpur-Bikaner Railway, die in Meterspurweite gebaut war.
Nach dem Ende der Kolonialzeit und der Unabhängigkeit 1947 gehörte der größere westliche Teil des BkSR-Streckennetzes, der nun auf dem Gebiet eines neu gegründeten Staates lag, zu Pakistan und wurde zusammen mit der North Western Railway und den westlichen Strecken der Jodhpur State Railway Teil der Pakistan Western Railway. Der verbliebene weiter zu Indien gehörende östliche Teil des Netzes ging 1952 in der neugegründeten regionalen Northern Railway auf.

## Fahrzeuge
Da die Strecken zum größten Teil durch die Große Indische Wüste verliefen, mussten die Lokomotiven wegen der häufigen Sandstürme mit einer Verkleidung zum Schutz der Triebwerke versehen werden.  1936 war die Gesellschaft im Besitz von 54 Lokomotiven, 187 Personen- und 325 Güterwagen.

## Klassifizierung
Die BkSR wurde nach der von der indischen Regierung 1926 eingeführten Indian Railway Classification zu Beginn als Eisenbahn der Klasse II eingestuft, später als Klasse I.